# Демиденко Валер'ян Никодимович
Валер'я́н Никоди́мович Демиде́нко (нар. 12 червня 1913 — пом. 4 листопада 2012) — радянський військовик часів Другої Світової війни. Голова виконкому Бердичівської міської ради у 1952—1971 роках. Почесний громадянин Бердичева.

## Життєпис
Народився 12 червня 1913 року в селі Чубинці Сквирського району Київської області в сім'ї селянина-бідняка. Українець. У 10-тирічному віці залишився сиротою.
У 1927 році Валер'ян Демиденко вступає до технікуму, у 1931 році з третього курсу був зарахований на трирічні Вищі інженерні курси по розробці торф'яних родовищ, що діяли при Київському гірничому інституті. Закінчив два курси навчання, після чого в 1933 році курси були ліквідовані.
З квітня 1931 по 1933 роки Валер'ян Демиденко працює технічним керівником торфової артілі у місті Новгород-Сіверський Чернігівської області. Член ВКП(б) з 1939 року. З червня 1939 по липень 1941 року — головний інженер Житомирського обласного управління місцевої паливної промисловості, потім — головний інженер Броницьких торфорозробок.
У червні 1941 року призваний до лав Червоної Армії. В порядку винятку рядовому Демиденку за хоробрість надали офіцерське звання — молодший лейтенант. За війну перебував на посадах командира взводу, роти, батальйону зв'язку.
ПІсля демобілізації повернувся в Житомир на свою довоєнну роботу — очолив підприємство з видобутку торфу. Згодом працює на керівних посадах у виконкомі Житомирської обласної ради депутатів трудящих, а з 1949 по 1952 роки — керуючий Житомирським обласним паливним трестом.
У липні 1952 року Валер'яна Демиденко обрано на посаду голови Бердичівського міськвиконкому. В наступні роки на цю посаду Валер'ян Демиденко обирався ще дев'ять разів, до 1971 року. Також з 1950 року по 1969 рік він дев'ять разів обирався депутатом Житомирської обласної ради депутатів трудящих.
У 1971 році Валер'ян Демиденко йде на заслужений відпочинок, проживав у місті Бердичеві.
У 2006 та 2009 роках з-під його пера друком виходять книги «Час — у Лету, Люди — в Пам'ять…» та «Ветеран», в яких у вигляді спогадів розповідає про час, свою роботу, життя міста 1950-1960-х років.
Помер 4 листопада 2012 року. Похований у секторі почесних поховань загальноміського кладовища по вулиці Войкова.

## Нагороди та відзнаки
- Богдана Хмельницького 3-го ступеня (14.10.1999)
- «За заслуги» 3-го ступеня
- Червоного Прапора (04.06.1945)
- Трудового Червоного Прапора
- Вітчизняної війни 1-го ступеню (31.08.1944)
- Вітчизняної війни 2-го ступеню (17.01.1943, 11.03.1985) ступенів
- Червоної Зірки (30.01.1945, …)
- «Знак Пошани»
- медалями.
- Згідно з рішенням виконкому Бердичівської міської ради від 20.04.1998 р. № 184 Демиденку Валер'яну Никодимовичу за багаторічну сумлінну працю в органах виконавчої влади, розвиток його соціально-економічної структури присвоєно звання «Почесний громадянин міста Бердичева».
- орден міста Бердичева «За Заслуги» (№ 001, 12.06.2003).

## Вшанування пам'яті
У музейній кімнаті міськвиконкому створено стенд, присвячений життю та праці Валер'яна Никодимовича Демиденка.